# Sobolewo (Kraj Kamczacki)
Sobolewo (ros. Соболево) – wieś w Kraju Kamczackim, w rejonie sobolewskim. 
W 2010 populacja wynosiła 1773 osoby